# RadeonHD
radeonHD est un pilote libre pour les cartes graphiques AMD R500, R600 et R700 qui n'est plus développé depuis 2010. Il est remplacé en pratique par le pilote radeon.

## Contexte
Ce pilote était issu de la libération des spécifications des cartes graphiques AMD (courant 2007) ainsi que d'un accord entre AMD et Novell, illustrant une nouvelle politique de ATI, à la suite de son rachat mi-2006 par AMD, envers les communautés du logiciel libre.

## Les autres cartes
Pour les cartes plus anciennes, il existe les pilotes libres suivants : atimisc pour Mach8/32/64 et r128 pour Rage128.